# Der weiße Schrecken
Pour plus de détails, voir Fiche technique et Distribution.
Der weiße Schrecken (en français La Terreur blanche) est un film allemand réalisé par Harry Piel sorti en 1917.

## Synopsis
La jeune Ingrid s'est fait un nom en tant que danseuse de serpent. Un jour, elle tombe amoureuse de l'explorateur Hjalmar. Mais son imprésario John n'aime pas ça du tout. Il est furieusement jaloux et n'hésite à aucun mauvais tour pour séparer à nouveau les deux amants. Au théâtre de vaudeville, où Ingrid se produit avec ses animaux dangereux, il provoque un incident risqué qui n'a pas lieu de justesse.
Hjalmar doit partir pour un congrès de la société géographique. Il est chargé d'une expédition dans la mer polaire. Pendant que l'explorateur fait les derniers préparatifs, John s'arrange pour que l'un des serpents venimeux d'Ingrid s'introduise en douce chez Hjalmar. Lorsque Hjalmar revient du Congrès, Ingrid, qui a remarqué la perte d'un de ses serpents, l'avertit au dernier moment d'une éventuelle attaque. Lorsque John découvre furieusement que sa tentative sournoise a échoué, il se jette dans un accès de colère contre Hjalmar. Cependant, il est mordu par le serpent qui était censé tuer Hjalmar et meurt.
Ingrid veut prendre ses distances avec les événements de ces derniers jours et demande à Hjalmar de l'emmener avec lui lors de sa prochaine expédition. Mais lors de l'expédition polaire, il y a un incident dramatique, Hjalmar et Ingrid sont les seuls survivants dans une grotte au milieu du monde de glace. Les provisions menacent bientôt de s'épuiser, les deux amants ne peuvent plus qu'espérer le message dans une bouteille qu'ils ont lancée. Bientôt, ils sont à moitié gelés et émaciés lorsqu'une équipe de secours part à leur recherche.

## Fiche technique
- Titre original : Der weiße Schrecken
- Réalisation : Harry Piel
- Scénario : Rudolf Kurtz, Harry Piel
- Direction artistique : Kurt Richter
- Producteur : Paul Davidson (de)
- Société de production : Projektions-AG Union (PAGU) (de)
- Société de distribution : Nordische Films Co. GmbH
- Pays d'origine :  Empire allemand
- Langue : allemand
- Format : Noir et blanc - 1,33:1 - 35 mm
- Genre : Aventure, drame
- Durée : 1 093 m
- Dates de sortie :
  -  Empire allemand : 1er décembre 1918.

## Distribution
- Tilly Bébé : Ingrid, la danseuse au serpent
- Bruno Eichgrün : Hjalmar, l'explorateur
- Preben Rist (de) : John, l'imprésario d'Ingrid

## Production
Der weiße Schrecken est réalisé en mars 1917 dans le studio Union à Berlin-Tempelhof et à Berlin et ses environs (plans extérieurs). D'autres enregistrements sont réalisés au Tierpark Hagenbeck à Hambourg.

## Source de traduction
- (de) Cet article est partiellement ou en totalité issu de l’article de Wikipédia en allemand intitulé « Der weiße Schrecken » (voir la liste des auteurs).